# Інженер-електронік
Інжене́р-електро́нік — інженер, який забезпечує правильну технічну експлуатацію, безперервну роботу електронного устаткування.

## Завдання та обов'язки
- Бере участь у розробленні перспективних та поточних планів і графіків роботи, технічного обслуговування і ремонту устаткування, заходів щодо поліпшення його експлуатації, підвищення ефективності використання електронної техніки.
- Здійснює підготовку електронно-обчислювальних машин до роботи, технічний огляд окремих пристроїв і вузлів, контролює параметри і надійність електронних елементів устаткування, проводить тестові перевірки з метою своєчасного виявлення несправностей, усуває їх.
- Виконує налагодження елементів і блоків електронно-обчислювальних машин, радіоелектронної апаратури та окремих пристроїв і вузлів.
- Організовує технічне обслуговування електронної техніки, забезпечує її раціональне використання, працездатний стан, проведення профілактичного і поточного ремонту.
- Вживає заходів щодо своєчасного і якісного виконання ремонтних робіт згідно із затвердженою документацією.
- Здійснює контроль за проведенням ремонту і випробувань устаткування, за додержанням інструкцій з експлуатації, технічного догляду за ним.
- Бере участь у перевірці технічного стану електронного устаткування, проведенні профілактичного огляду і поточних ремонтів, прийманні устаткування з капітального ремонту, а також у прийманні і введенні в експлуатацію нового устаткування.
- Вивчає можливості підключення додаткових зовнішніх пристроїв до електронно-обчислювальних машин з метою розширення їх технічних можливостей, створення обчислювальних комплексів.
- Веде облік й аналізує показники використання електронного устаткування, вивчає режими роботи і умови його експлуатації, розроблює нормативні матеріали з експлуатації і технічного обслуговування електронного устаткування.
- Складає замовлення на електронне устаткування і запасні частини, технічну документацію на ремонт, звіти про роботу.
- Проводить контроль за своєчасним забезпеченням електронної техніки запасними частинами і матеріалами, організовує зберігання радіоелектронної апаратури.

## Повинен знати
- керівні і нормативні матеріали з питань експлуатації і ремонту електронного устаткування;
- техніко-експлуатаційні характеристики, конструктивні особливості;
- призначення і режими роботи устаткування, правила його технічної експлуатації;
- технологію автоматизованого оброблення інформації;
- формальні команди мови програмування;
- види технічних носіїв інформації;
- діючі системи числення, шифрів і кодів, стандартні програми і команди;
- основи математичного забезпечення і програмування;
- методи розроблення перспективних і поточних планів (графіків) роботи і порядок складання звітів про їх виконання;
- організацію ремонтного обслуговування;
- передовий вітчизняний і світовий досвід експлуатації і технічного обслуговування електронного устаткування;
- порядок складання замовлень на електронне устаткування, запасні частини, проведення ремонту та іншої технічної документації;
- основи економіки, організації праці і виробництва[1].